# Barsboldia
Barsboldia ist eine Gattung aus der Gruppe der Hadrosaurier innerhalb der Ornithischia (Vogelbeckensaurier). Als einzige Art der monotypischen Gattung wurde Barsboldia sicinskii aus dem obersten Campanium bis unteren/mittleren Maastrichtium der Nemegt-Formation in der Mongolei beschrieben. Systematische Stellung und Gültigkeit des Taxons werden in der Fachliteratur kontrovers diskutiert.

## Forschungsgeschichte und Etymologie
Der Holotypus (ZPAL MgD-I/110), ein postcraniales Teilskelett, wurde 1970 im Rahmen einer von mehreren Polnisch-Mongolischen Paläontologischen Expeditionen (PMPE) im Bereich der Typlokalität (Nemegt) der Nemegt-Formation geborgen und zunächst für ein weiteres Belegexemplar des in dieser Formation häufig vorkommenden Hadrosauriers Saurolophus angustirostris gehalten. Eine genauere Untersuchung zeigte jedoch mehrere signifikante Unterschiede zu dieser gut bekannten Art auf und führte 1981 zur Erstbeschreibung als eigenständiges Taxon Barsboldia sicinskii durch die beiden polnischen Paläontologinnen Teresa Maryańska und Halszka Osmólska.
Eine Revision von Gattung und Typusart erfolgte 2011 durch Albert Prieto-Márquez.
Der Gattungsname Barsboldia nimmt Bezug auf den mongolischen Wirbeltier-Paläontologen Rintschengiin Barsbold. Der Artzusatz sicinskii ehrt den polnischen Technischen Assistenten und Teilnehmer der Expedition von 1970 Wojciech Siciński.

## Fossilbeleg

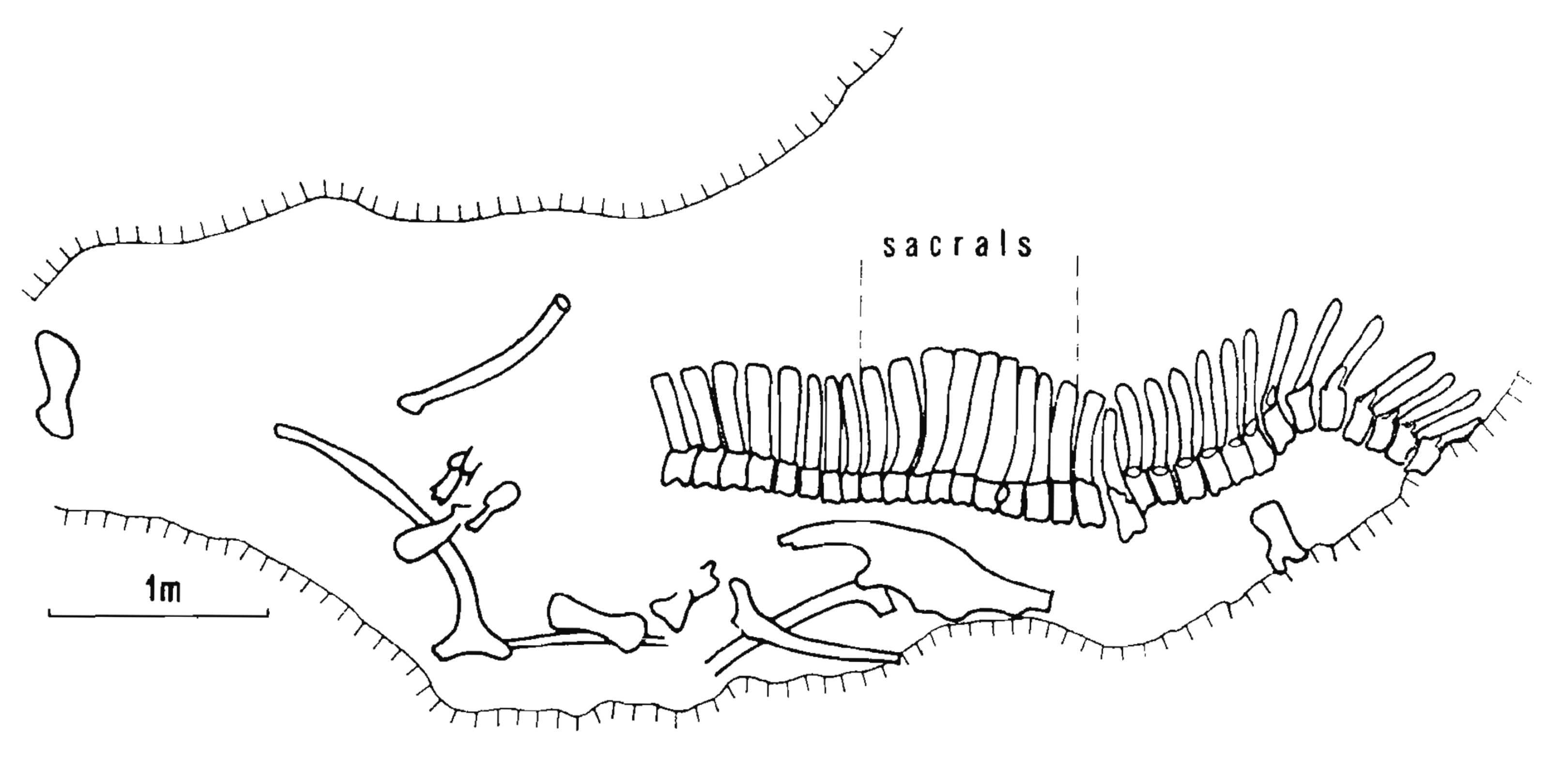
Fundskizze aus der Erstbeschreibung

Der Holotypus (ZPAL MgD-I/110) und bislang einzige Fossilbeleg umfasst einen Teil der Wirbelsäule mit neun posterioren Rückenwirbeln, neun miteinander verwachsenen Kreuzbeinwirbeln („sacrals“ in nebenstehender Fundskizze) und 15 Schwanzwirbeln im anatomischen Zusammenhang. Die übrigen Skelettelemente sind disartikuliert (nicht mehr im anatomischen Zusammenhang stehend), wurden vor der Fossilwerdung aber nur wenig bewegt. Ein fast vollständiges linkes Darmbein wurde noch in unmittelbarer Nähe der Kreuzbeinwirbel freigelegt. Dazu kommen noch Bruchstücke des linken und rechten Schambeins, mehrere Rippen, Fragmente von Schien- und Wadenbein, die Mittelfußknochen III und IV des linken Hinterbeins, ein Zehenknochen (Phalanx III) und eine entsprechende Kralle (Ungual III) sowie noch weitere Fragmente von Wirbelfortsätzen und verknöcherten Sehnen.

## Merkmale

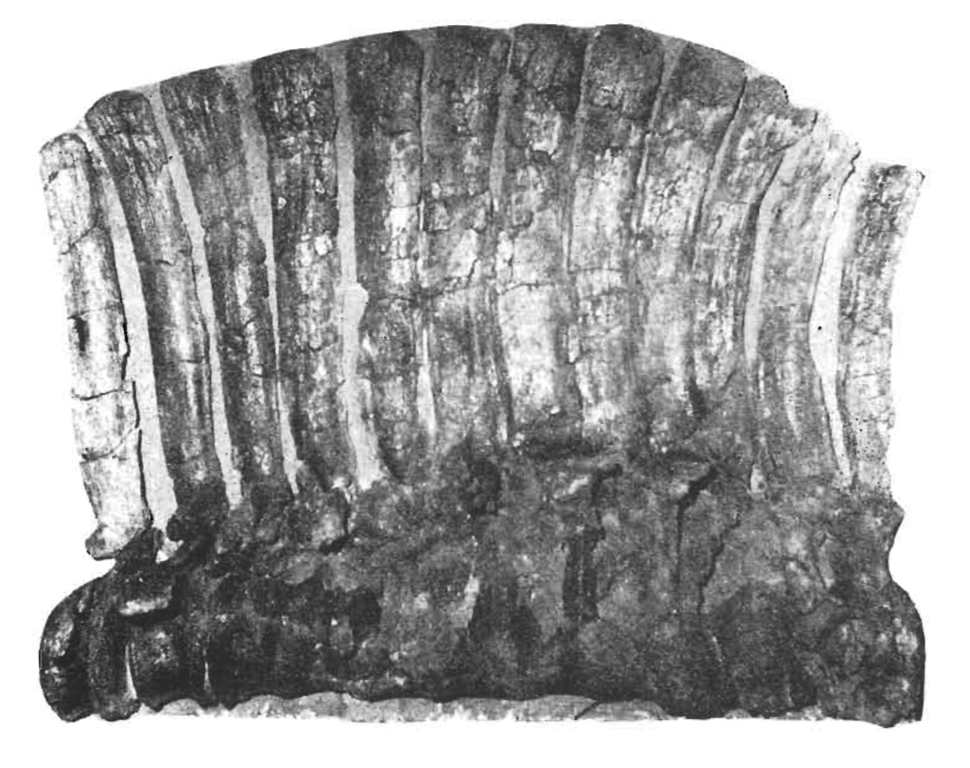
Kreuzbeinregion des Holotypus

Sowohl in der Erstbeschreibung von 1981 als auch in der Revision von 2011 werden als diagnostisch bedeutsames Merkmal die überlangen Dornfortsätze der Kreuzbeinwirbel genannt, deren Länge die Höhe des Wirbelkörpers um mindestens das vierfache übertrifft. Dieser Wert wird bei anderen Vertretern der Hadrosaurier nur noch durch Hypacrosaurus altispinus übertroffen. Die Enden der Dornfortsätze sind in der Kreuzbeinregion zudem mediolateral keulenförmig verdickt.
In der Erstbeschreibung wird eine ungewöhnlich große Höhe des zentralen Darmbeinkörpers oberhalb des Acetabulums als weiteres diagnostisch bedeutsames Merkmal angeführt. In der Revision von 2011 wird dieser Befund dahingehend relativiert, dass das entsprechende Höhen-Längen-Verhältnis von <0,8 keineswegs als „hoch“ bezeichnet werden kann und der Verhältniswert selbst findet Eingang in die Diagnose.
Auf Basis einer rekonstruierten Schienbeinlänge von 140 cm wird die Gesamtkörperlänge des Holotypus auf 12–14 m geschätzt, was ihn zu einem der größten bekannten Vertreter der Hadrosaurier machen würde. Die einzige andere Hadrosaurier-Art der Nemegt-Formation (Saurolophus angustirostris) blieb mit einer maximalen Gesamtkörperlänge von 11 m deutlich kleiner.

## Systematik
Barsboldia sicinskii wird in der Erstbeschreibung als Vertreter der Lambeosaurinae innerhalb der Hadrosauridae interpretiert. In der Revision durch Prieto-Márquez, 2011 wird dieser Deutung widersprochen und die Art, nach wie vor als eigenständiges Taxon, in einer basalen Position der Schwestergruppe Saurolophinae zugeordnet. Andere Autoren sehen hingegen die Möglichkeit, dass es sich beim Holotypus ZPAL MgD-I/110 lediglich um ein sehr großes Individuum von Saurolophus angustirostris handelt und das Taxon Barsboldia sicinskii als Juniorsynonym dieser Art zu werten ist.

## Palökologie
Die Nemegt-Formation gilt, nach der Dinosaur-Park-Formation Kanadas, als lithostratigraphische Einheit mit einer der artenreichsten Dinosaurier-Faunen der Oberkreide. Die Sedimente der Formation wurden im Bereich eines mäandrierenden und/oder verflochtenen Flusssystems in einer wüstenartigen Umgebung mit überwiegend äolischen Sedimenten abgelagert. Der Ablagerungsraum lässt sich mit dem rezenten Okavangodelta vergleichen.